# Al-Khalil ibn Àhmad al-Farahidí
Abu-Abd-ar-Rahman al-Khalil ibn Àhmad ibn Amr ibn Tamim al-Farahidí al-Azdí al-Yahmadí al-Basrí —àrab: أبو عبد الرحمن الخليل بن أحمد الفراهيدي, Abū ʿAbd ar-Raḥmān al-Ḫalīl ibn Aḥmad al-Farāhīdī—, més conegut com a al-Khalil ibn Àhmad o al-Farahidí, fou un escriptor i filòleg del sud d'Aràbia (actual Oman). Les seves contribucions més importants són Kitab al-ayn (en àrab كتاب العين), considerat el primer diccionari d'àrab, l'estàndard actual per als diacrítics ḥarakāt que empra l'escriptura àrab, i Al-arud, és a dir, l'estudi sistemàtic de la mètrica de l'àrab. Es mudà a Bàssora, on residí fins a la seva mort. Sibawayh i al-Asmaí en foren destacats estudiants. Al-Farahidí era de confessió ibadita.

## Kitab al-ayn
El Kitab al-ayn fou començat per al-Farahidí, però, probablement, fou completat per al-Layth ibn al-Mudhàffar, un dels seus estudiants. Ayn és la lletra amb un so més profund (provinent de la faringe) de l'escriptura àrab. Ayn en àrab també significa ‘font d'aigua’. El llibre fou titulat Llibre de la font perquè l'objectiu d'al-Farahidí era aclarir quines paraules formaven el vocabulari original o ‘font’ de l'àrab. El diccionari no fou ordenat segons l'ordre alfabètic sinó més aviat fonètic, tot seguint la pauta de pronunciació de l'escriptura àrab des de la lletra més profunda articulada a la faringe ﻉ (ayn) fins a l'última lletra pronunciada amb els llavis, és a dir, la lletra م (mim).
El llibre fou revisat per al-Mahdí al-Makhzumí i Ibrahim as-Samiraí i imprès per Maktabah al-Hilal en vuit volums. Hi ha alguns dubtes sobre si la versió disponible actualment és l'original tal com l'escrigué al-Khalil ibn Àhmad o si és una obra basada en l'original.
A més a més, al-Farahidí recopilà les quinze escales de la poesia i les comparà amb l'Alcorà, però no pogué trobar-ne cap similitud.